# Rapisardo Antinucci
Rapisardo Antinucci (ur. 20 listopada 1955 w Costacciaro) – włoski polityk, geodeta, parlamentarzysta krajowy i eurodeputowany (2008–2009).

## Życiorys
Z wykształcenia geodeta, pracował jako urzędnik. Zaangażowany w działalność rzymskiego Stowarzyszenia na rzecz Kultury i Rekreacji. Od 1995 do 2006 zasiadał w radzie regionalnej Lacjum. Należał do ugrupowań powstałych po rozwiązaniu Włoskiej Partii Socjalistycznej, w 1998 przystąpił do Włoskich Demokratycznych Socjalistów.
W wyborach w 2006 został wybrany z ramienia koalicji Róża w Pięści w skład Izby Deputowanych XV kadencji. Brał udział w założeniu Partii Socjalistycznej.
W 2008 objął wakujący mandat deputowanego do Parlamentu Europejskiego z ramienia Drzewa Oliwnego. Był członkiem Grupy Socjalistycznej oraz Komisji Gospodarczej i Monetarnej. W PE zasiadał do 2009. W tym samym roku odszedł z partii, powołując stowarzyszenie polityczne Socjaliści dla Wolności (Socialisti per la Libertà).